# 永昌 (東晋)
永昌（えいしょう）は、東晋の元帝司馬睿が皇帝となって2番目に行われた元号。
322年 - 323年。

## 出来事
- 永昌元年
  - 正月元日：即日改元。
  - 正月14日：王敦が武昌で蜂起する。
  - 閏11月10日：元帝崩御。明帝司馬紹が即位。
- 永昌2年
  - 3月1日：「太寧」と改元。

## 西暦・干支との対照表
| 永昌 | 元年  | 2年   |
| 西暦 | 322年 | 323年 |
| 干支 | 壬午  | 癸未  |

## 他元号との対照表
| 永昌 | 元年   | 2年    |
| 前趙 | 光初5  | 光初6  |
| 成漢 | 玉衡12 | 玉衡13 |
| 前涼 | 建興10 | 建興11 |